# InterContinental Hotel Tamanaco

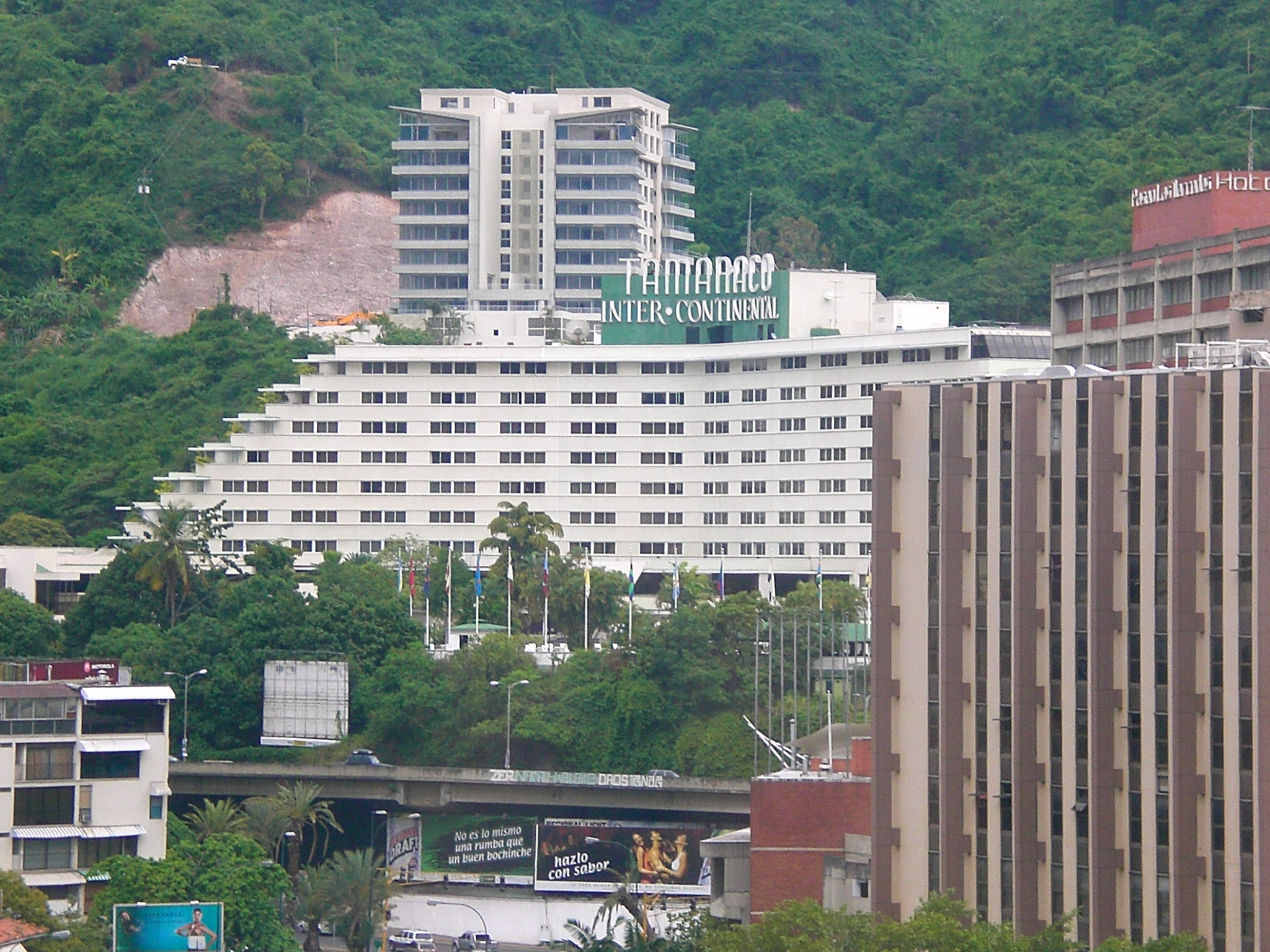
Hotel Tamanaco Intercontinental.

El Hotel Tamanaco Intercontinental está ubicado en Las Mercedes, Caracas. Fue diseñado por John Wellborn Root Jr., quien también diseñó el Palmolive Building en Chicago.
La construcción del hotel, con un coste de $8 millones, fue parte de un esfuerzo por parte del gobierno venezolano para incrementar el turismo en el país, siendo una colaboración entre intereses privados y el Ministerio de Desarrollo, que proporcionó respaldo financiero. Diseñado como un hotel de lujo con todas las comodidades modernas, incluyendo piscina, discoteca, restorán, snack bar y tiendas. Se encuentra ubicado junto a la Autopista del Este. Inaugurado en 1953 por  el presidente Marcos Pérez Jiménez, ofreciendo 400 habitaciones.
En 1957, fue tema de una serie de sellos postales emitidos por la oficina de correos de Venezuela.